# محبة النحاس ثاقبة الأوكسالات
محبة النحاس ثاقبة الأوكسالات (الاسم العلمي: Cupriavidus oxalaticus) هي نوع من البكتيريا، سلبية الغرام، تتبع جنس محبة النحاس.